# Hegman Ngomirakiza
Hegman Ngomirakiza (sinh ngày 25 tháng 3 năm 1992) là một cầu thủ bóng đá người Rwanda thi đấu cho APR.

## Sự nghiệp quốc tế

### Bàn thắng quốc tế
Tỉ số và kết quả liệt kê bàn thắng của Rwanda trước.
| #  | Ngày                 | Địa điểm                                       | Đối thủ  | Tỉ số | Kết quả | Giải đấu                           |
| -- | -------------------- | ---------------------------------------------- | -------- | ----- | ------- | ---------------------------------- |
| 1. | 13 tháng 12 năm 2007 | Sân vận động Quốc gia, Dar es Salaam, Tanzania | Djibouti | 7–0   | 9–0     | Cúp CECAFA 2007                    |
| 2. | 27 tháng 11 năm 2015 | Sân vận động Awassa Kenema, Awasa, Ethiopia    | Somalia  | 3–0   | 3–0     | Cúp CECAFA 2015                    |
| 3. | 24 tháng 1 năm 2016  | Sân vận động Amahoro, Kigali, Rwanda           | Rwanda   | 1–3   | 1–4     | Giải vô địch bóng đá châu Phi 2016 |

## Danh hiệu
APR
Vô địch
- Rwanda National Football League (5): 2009–10, 2010–11, 2011–12, 2013–14, 2014–15